# Canton du Hom
Pour les articles homonymes, voir Thury et Harcourt.
Le canton du Hom, précédemment appelé canton de Thury-Harcourt, est une circonscription électorale française située dans le département du Calvados et la région Normandie.
À la suite du redécoupage cantonal de 2014, les limites territoriales du canton sont remaniées. Le nombre de communes du canton passe de 26 à 51.

## Histoire
Du 17 février 1800 au 10 septembre 1926, ce canton faisait partie de l'arrondissement de Falaise.
Il fait depuis partie de l'arrondissement de Caen.
Un nouveau découpage territorial du Calvados entre en vigueur en mars 2015, défini par le décret du 17 février 2014, en application des lois du 17 mai 2013 (loi organique 2013-402 et loi 2013-403). Les conseillers départementaux sont, à compter de ces élections, élus au scrutin majoritaire binominal mixte. Les électeurs de chaque canton élisent au Conseil départemental, nouvelle appellation du Conseil général, deux membres de sexe différent, qui se présentent en binôme de candidats. Les conseillers départementaux sont élus pour 6 ans au scrutin binominal majoritaire à deux tours, l'accès au second tour nécessitant 12,5 % des inscrits au 1er tour. En outre la totalité des conseillers départementaux est renouvelée. Ce nouveau mode de scrutin nécessite un redécoupage des cantons dont le nombre est divisé par deux avec arrondi à l'unité impaire supérieure si ce nombre n'est pas entier impair, assorti de conditions de seuils minimaux. Dans le Calvados, le nombre de cantons passe ainsi de 49 à 25. La composition du canton de Thury-Harcourt est modifiée.
Le canton prend sa dénomination actuelle par décret du 24 février 2021.

## Géographie
Ce canton est organisé autour de Thury-Harcourt. Son altitude varie de 16 m (Croisilles) à 306 m (Saint-Omer).

## Représentation

### Conseillers d'arrondissement (de 1833 à 1940)
Le canton de Thury-Harcourt avait deux conseillers d'arrondissement.
| Période                                  | Période      | Identité                                             | Étiquette   | Qualité |
| ---------------------------------------- | ------------ | ---------------------------------------------------- | ----------- | --- |
| 1833                                     |              | M. Bellenger                                         |             | Maire de Saint-Benin                                                                                        |
| 1833                                     | 1848         | Louis Achille Subtil de Franqueville (1804-1851)     |             | Propriétaire à Tournebu                                                                                     |
| 1848                                     | 1858 (décès) | Jacques Grusse-Larivière (de La Rivière) (1778-1858) |             | Cultivateur, fabricant d'huile, maire de Caumont-sur-Orne                                                   |
| 1858                                     |              | Gustave Debaize                                      |             | Propriétaire, maire de Saint-Marc-d'Ouilly                                                                  |
| 1858                                     | 1880         | François Bellenger                                   | Républicain | Maire de Thury-Harcourt                                                                                     |
| 1880                                     | 1892         | Jean-François Lejeune                                |             | Négociant tanneur, maire de Thury-Harcourt                                                                  |
| 1880                                     | 1892         | Ferdinand Louis Dossin (1843-1915)                   |             | Notaire à Clécy                                                                                             |
| 1892                                     | 1915 (décès) | Édouard-Louis Lefranc (1849-1915)                    |             | Médecin, maire de Clécy, président du conseil d'arrondissement                                              |
| 1892                                     | 1907 (décès) | Charles Bellenger (1841-1907)                        | Républicain | Notaire, maire de Thury-Harcourt                                                                            |
| 1907                                     | 1913         | Georges Gourdin-Servenière (1892-1974)               |             | Médecin à Thury-Harcourt                                                                                    |
| 1913                                     | 1925         | Georges Mourice                                      |             | Maire de Saint-Marc-d'Ouilly                                                                                |
| 1915                                     | 1919         | siège vacant                                         |             | |
| 1919                                     | 1925         | M. Rebour                                            |             | Maire de Cossesseville                                                                                      |
| 1925                                     | 1940         | Octave Morand                                        | PDP         | Adjoint au maire de La Pommeraye                                                                            |
| 1925                                     | 1929         | Richard Prentout                                     | Rad.ind.    | Médecin à Thury-Harcourt                                                                                    |
| 1931                                     | 1940         | Michel Briens                                        | Radical     | Vétérinaire à Thury-Harcourt                                                                                |
| 1940                                     |              |                                                      |             | Les conseils d'arrondissement ont été suspendus par la loi du 12 octobre 1940 et n'ont jamais été réactivés |
| Les données manquantes sont à compléter. |              |                                                      |             | |

### Conseillers généraux de 1833 à 2015
| Période | Période          | Identité                                                | Étiquette    | Qualité |
| ------- | ---------------- | ------------------------------------------------------- | ------------ | --- |
| 1833    | 1859 (démission) | Louis Dubois                                            |              | Propriétaire, juge de paix à Harcourt, nommé en 1859 à Trun (Orne)                                                                   |
| 1859    | 1880             | Jean-Louis Saint-Jean                                   | Droite       | Maire de Bretteville-le-Rabet (1869-1887), propriétaire à Paris et à Cannes                                                          |
| 1880    | 1901             | André Verjat                                            | Républicain  | Propriétaire, entrepreneur de travaux publics, maire de Clécy                                                                        |
| 1901    | 1908 (décès)     | Duc François Henri d'Harcourt et de Beuvron (1864-1908) | Conservateur | Officier, propriétaire du château d'Esson                                                                                            |
| 1908    | 1928             | Comte Charles d'Harcourt (fils du précédent)            | URD          | Officier, propriétaire du château d'Esson, député (1919-1924), sénateur (1925-1945)                                                  |
| 1928    | 1940             | Richard Prentout                                        | Rad.ind.     | Médecin, maire de Thury-Harcourt (1935-1954), conseiller d'arrondissement, député (1932-1936)                                        |
|         |                  |                                                         |              | |
| 1943    | 1945             | Robert Gautier (1897-1979)                              |              | Notaire, maire de Thury-Harcourt, nommé conseiller départemental en 1943                                                             |
|         |                  |                                                         |              | |
| 1945    | 1947 (décès)     | Michel Briens                                           | Radical      | Vétérinaire à Saint-Rémy, ancien conseiller d'arrondissement                                                                         |
| 1947    | 1976             | Robert Gautier                                          | DVD          | Notaire, maire de Thury-Harcourt |
| 1976    | 2001             | Jacques Gautier (1928-2014, fils du précédent)          | DVD          | Notaire, maire de Thury-Harcourt (1971-2001)                                                                                         |
| 2001    | 2015             | Paul Chandelier (1946-2021)                             | DVD          | Maire de Thury-Harcourt (2001-2014), vice-président du conseil général, président de la communauté de communes de la Suisse normande |

Le canton participe à l'élection du député de la sixième circonscription du Calvados.

### Conseillers départementaux à partir de 2015
| Période élective | Période élective | Mandat | Mandat   | Identité        | Nuance | Nuance | Qualité |
| ---------------- | ---------------- | ------ | -------- | --------------- | ------ | ------ | --- |
| 2015             | 2021             | 2015   | 2021     | Paul Chandelier |        | DVD    | Retraité, ancien maire de Thury-Harcourt, président de la communauté de communes Cingal-Suisse Normande (2017-2020), 9e vice-président du conseil départemental, mort le 30 juin 2021 |
| 2015             | 2021             | 2015   | 2021     | Sylvie Jacq     |        | DVD    | Chef d'entreprise, ancienne conseillère municipale de Trois-Monts |
| 2021             | 2028             | 2021   | en cours | Bruno François  |        | DIV    | Retraité, maire (ex-PS) de Bretteville-sur-Laize |
| 2021             | 2028             | 2021   | en cours | Sylvie Jacq     |        | DIV    | Chef d'entreprise, Trois-Monts |

Bruno François et Sylvie Jacq appartiennent à la majorité départementale.

### Résultats détaillés

#### Élections de mars 2015
À l'issue du 1er tour des élections départementales de 2015, trois binômes sont en ballottage : Paul Chandelier et Sylvie Jacq (DVD, 38,18 %), Jacky Lehugeur et Annette Renouard (PS, 34,61 %) et Yvan Derenemesnil et Clarisse Royackkers (FN, 27,21 %). Le taux de participation est de 53,79 % (8 994 votants sur 16 721 inscrits) contre 51,43 % au niveau départemental et 50,17 % au niveau national.
Au second tour, Paul Chandelier et Sylvie Jacq (DVD) sont élus avec 40,57 % des suffrages exprimés et un taux de participation de 55,99 % (3 670 voix pour 9 383 votants et 16 759 inscrits).

#### Élections de juin 2021
Le premier tour des élections départementales de 2021 est marqué par un très faible taux de participation (33,26 % au niveau national). Dans le canton du Hom, ce taux de participation est de 36,45 % (6 404 votants sur 17 570 inscrits) contre 34,31 % au niveau départemental. À l'issue de ce premier tour, deux binômes sont en ballottage : Bruno Francois et Sylvie Jacq (Divers, 37,58 %) et Guy Bouillard et Marine Brion (DVG, 26,6 %).
Le second tour des élections est marqué une nouvelle fois par une abstention massive équivalente au premier tour. Les taux de participation sont de 34,3 % au niveau national, 34,65 % dans le département et 34,71 % dans le canton du Hom. Bruno Francois et Sylvie Jacq (Divers) sont élus avec 59,8 % des suffrages exprimés (3 320 voix pour 6 099 votants et 17 572 inscrits),,.

## Composition

### Composition avant 2015

Situation du canton dans l'arrondissement de Caen.

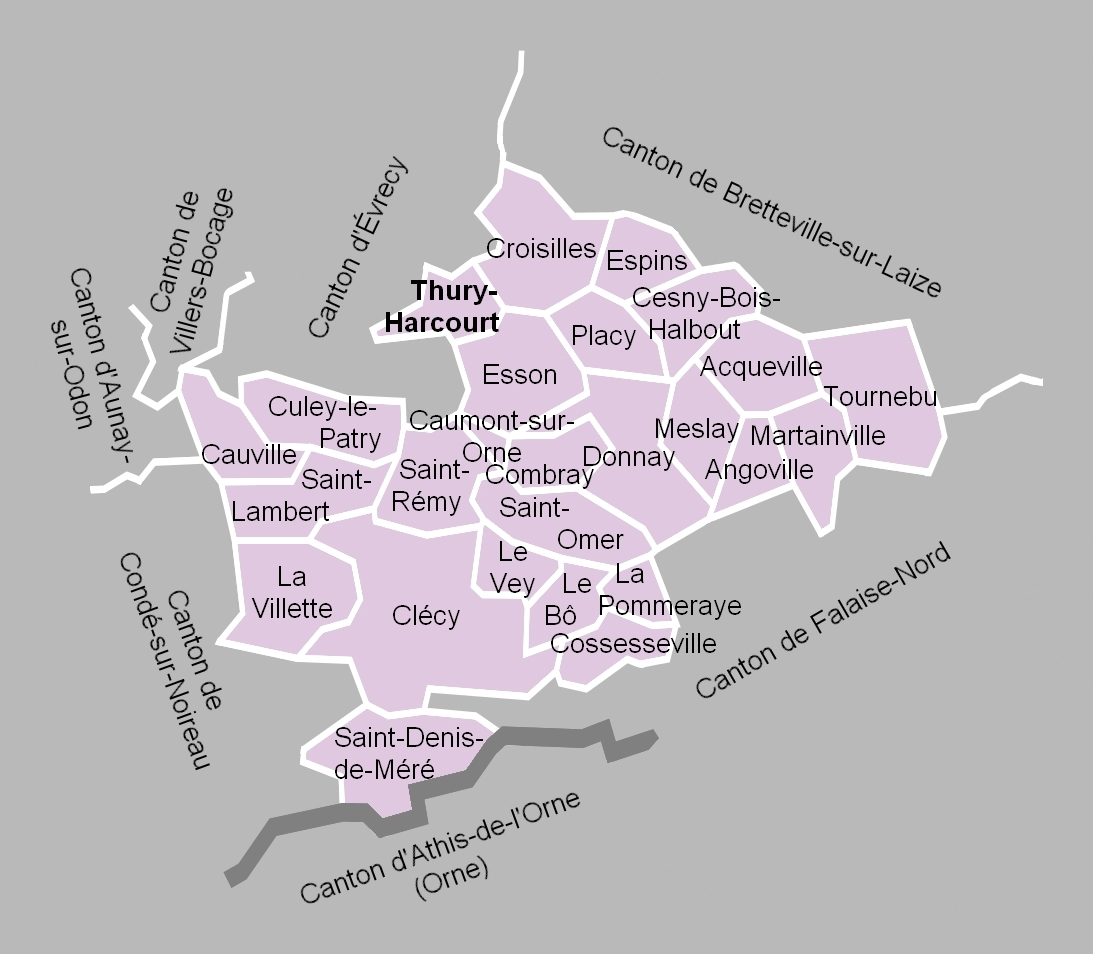
La carte des communes de l'ancien canton. Les cantons limitrophes étaient ceux d'Aunay-sur-Odon, de Villers-Bocage, d'Évrecy, de Bretteville-sur-Laize, de Falaise-Nord, d'Athis-de-l'Orne et de Condé-sur-Noireau.

Le canton de Thury-Harcourt comptait vingt-six communes.
| Nom                        | Code Insee | Codepostal | Superficie (km2) | Population (dernière pop. légale) | Densité (hab./km2) |
| -------------------------- | ---------- | ---------- | ---------------- | --------------------------------- | ------------------ |
| Thury-Harcourt (chef-lieu) | 14689      | 14220      | 4,90             | 1 968 (2009)                      | 402                |
| Acqueville                 | 14002      | 14220      | 6,65             | 177 (2009)                        | 27                 |
| Angoville                  | 14013      | 14220      | 3,72             | 33 (2009)                         | 8,9                |
| Le Bô                      | 14080      | 14690      | 3,90             | 104 (2012)                        | 27                 |
| Caumont-sur-Orne           | 14144      | 14220      | 0,92             | 84 (2010)                         | 91                 |
| Cauville                   | 14146      | 14770      | 5,76             | 149 (2012)                        | 26                 |
| Cesny-Bois-Halbout         | 14150      | 14220      | 6,66             | 644 (2010)                        | 97                 |
| Clécy                      | 14162      | 14570      | 24,63            | 1 254 (2012)                      | 51                 |
| Combray                    | 14171      | 14220      | 4,51             | 143 (2012)                        | 32                 |
| Cossesseville              | 14183      | 14690      | 4,74             | 101 (2012)                        | 21                 |
| Croisilles                 | 14207      | 14220      | 10,23            | 583 (2012)                        | 57                 |
| Culey-le-Patry             | 14211      | 14220      | 7,81             | 349 (2012)                        | 45                 |
| Donnay                     | 14226      | 14220      | 11,19            | 222 (2012)                        | 20                 |
| Espins                     | 14248      | 14220      | 4,58             | 217 (2012)                        | 47                 |
| Esson                      | 14251      | 14220      | 8,86             | 497 (2012)                        | 56                 |
| Martainville               | 14404      | 14220      | 5,84             | 108 (2012)                        | 18                 |
| Meslay                     | 14411      | 14220      | 5,69             | 231 (2012)                        | 41                 |
| Placy                      | 14505      | 14220      | 5,46             | 129 (2009)                        | 24                 |
| La Pommeraye               | 14510      | 14690      | 2,80             | 50 (2012)                         | 18                 |
| Saint-Denis-de-Méré        | 14572      | 14110      | 11,37            | 833 (2012)                        | 73                 |
| Saint-Lambert              | 14602      | 14570      | 7,45             | 262 (2012)                        | 35                 |
| Saint-Omer                 | 14635      | 14220      | 8,07             | 174 (2012)                        | 22                 |
| Saint-Rémy                 | 14656      | 14570      | 7,52             | 1 063 (2012)                      | 141                |
| Tournebu                   | 14703      | 14220      | 11,40            | 362 (2009)                        | 32                 |
| Le Vey                     | 14741      | 14570      | 3,53             | 103 (2012)                        | 29                 |
| La Villette                | 14756      | 14570      | 9,74             | 217 (2012)                        | 22                 |

À la suite du redécoupage des cantons pour 2015, toutes les communes à l'exception de Saint-Denis-de-Méré et La Villette sont à nouveau rattachées au canton de Thury-Harcourt auquel s'ajoutent vingt-et-une communes du canton de Bretteville-sur-Laize et six communes du canton d'Évrecy. Les communes de Saint-Denis-de-Méré et La Villette sont intégrées au canton de Condé-sur-Noireau.

#### Anciennes communes
Les anciennes communes suivantes, existantes en 1795, étaient incluses dans le territoire du canton de Thury-Harcourt antérieur à 2015 :
- La Mousse, absorbée en 1827 par Saint-Rémy.
- Saint-Bénin, absorbée en 1858 par Thury-Harcourt.

### Composition après 2015
Le nouveau canton de Thury-Harcourt comprenait cinquante-et-une communes entières à sa création.
Après la création de la commune nouvelle du Hom en 2016, ce nombre est descendu à 47.
À la suite de la fusion, au 1er janvier 2019, de Goupillières et de Trois-Monts pour former la commune de Montillières-sur-Orne et d'Acqueville, d'Angoville, de Cesny-Bois-Halbout, de Placy et de Tournebu pour former la commune de Cesny-les-Sources, le nombre de communes descend à 42.
| Nom                            | Code Insee | Intercommunalité          | Superficie (km2) | Population (dernière pop. légale) | Densité (hab./km2) | Modifier                                    |
| ------------------------------ | ---------- | ------------------------- | ---------------- | --------------------------------- | ------------------ | ------------------------------------------- |
| Le Hom (bureau centralisateur) | 14689      | CC Cingal-Suisse Normande | 46,93            | 3 593 (2022)                      | 77                 | modifier les données · modifier les données |
| Barbery                        | 14039      | CC Cingal-Suisse Normande | 8,60             | 758 (2022)                        | 88                 | modifier les données · modifier les données |
| Le Bô                          | 14080      | CC Cingal-Suisse Normande | 3,90             | 126 (2022)                        | 32                 | modifier les données · modifier les données |
| Boulon                         | 14090      | CC Cingal-Suisse Normande | 14,96            | 816 (2022)                        | 55                 | modifier les données · modifier les données |
| Bretteville-le-Rabet           | 14097      | CC Cingal-Suisse Normande | 4,53             | 297 (2022)                        | 66                 | modifier les données · modifier les données |
| Bretteville-sur-Laize          | 14100      | CC Cingal-Suisse Normande | 9,68             | 1 911 (2022)                      | 197                | modifier les données · modifier les données |
| Le Bû-sur-Rouvres              | 14116      | CC Cingal-Suisse Normande | 2,83             | 118 (2022)                        | 42                 | modifier les données · modifier les données |
| Cauvicourt                     | 14145      | CC Cingal-Suisse Normande | 9,62             | 560 (2022)                        | 58                 | modifier les données · modifier les données |
| Cauville                       | 14146      | CC Cingal-Suisse Normande | 5,76             | 170 (2022)                        | 30                 | modifier les données · modifier les données |
| Cesny-les-Sources              | 14150      | CC Cingal-Suisse Normande | 33,89            | 1 415 (2022)                      | 42                 | modifier les données · modifier les données |
| Cintheaux                      | 14160      | CC Cingal-Suisse Normande | 7,58             | 176 (2022)                        | 23                 | modifier les données · modifier les données |
| Clécy                          | 14162      | CC Cingal-Suisse Normande | 24,63            | 1 301 (2022)                      | 53                 | modifier les données · modifier les données |
| Combray                        | 14171      | CC Cingal-Suisse Normande | 4,51             | 143 (2022)                        | 32                 | modifier les données · modifier les données |
| Cossesseville                  | 14183      | CC Cingal-Suisse Normande | 4,74             | 105 (2022)                        | 22                 | modifier les données · modifier les données |
| Croisilles                     | 14207      | CC Cingal-Suisse Normande | 10,23            | 646 (2022)                        | 63                 | modifier les données · modifier les données |
| Culey-le-Patry                 | 14211      | CC Cingal-Suisse Normande | 7,81             | 379 (2022)                        | 49                 | modifier les données · modifier les données |
| Donnay                         | 14226      | CC Cingal-Suisse Normande | 11,19            | 318 (2022)                        | 28                 | modifier les données · modifier les données |
| Espins                         | 14248      | CC Cingal-Suisse Normande | 4,58             | 246 (2022)                        | 54                 | modifier les données · modifier les données |
| Esson                          | 14251      | CC Cingal-Suisse Normande | 8,86             | 570 (2022)                        | 64                 | modifier les données · modifier les données |
| Estrées-la-Campagne            | 14252      | CC Cingal-Suisse Normande | 7,45             | 252 (2022)                        | 34                 | modifier les données · modifier les données |
| Fresney-le-Puceux              | 14290      | CC Cingal-Suisse Normande | 9,65             | 803 (2022)                        | 83                 | modifier les données · modifier les données |
| Fresney-le-Vieux               | 14291      | CC Cingal-Suisse Normande | 2,48             | 324 (2022)                        | 131                | modifier les données · modifier les données |
| Gouvix                         | 14309      | CC Cingal-Suisse Normande | 5,18             | 828 (2022)                        | 160                | modifier les données · modifier les données |
| Grainville-Langannerie         | 14310      | CC Cingal-Suisse Normande | 5,32             | 786 (2022)                        | 148                | modifier les données · modifier les données |
| Grimbosq                       | 14320      | CC Cingal-Suisse Normande | 8,63             | 284 (2022)                        | 33                 | modifier les données · modifier les données |
| Martainville                   | 14404      | CC Cingal-Suisse Normande | 5,84             | 119 (2022)                        | 20                 | modifier les données · modifier les données |
| Meslay                         | 14411      | CC Cingal-Suisse Normande | 5,69             | 344 (2022)                        | 60                 | modifier les données · modifier les données |
| Montillières-sur-Orne          | 14713      | CC Cingal-Suisse Normande | 9,31             | 561 (2022)                        | 60                 | modifier les données · modifier les données |
| Moulines                       | 14455      | CC Cingal-Suisse Normande | 9,38             | 274 (2022)                        | 29                 | modifier les données · modifier les données |
| Les Moutiers-en-Cinglais       | 14458      | CC Cingal-Suisse Normande | 6,75             | 528 (2022)                        | 78                 | modifier les données · modifier les données |
| Mutrécy                        | 14461      | CC Cingal-Suisse Normande | 6,71             | 578 (2022)                        | 86                 | modifier les données · modifier les données |
| Ouffières                      | 14483      | CC Cingal-Suisse Normande | 4,21             | 197 (2022)                        | 47                 | modifier les données · modifier les données |
| La Pommeraye                   | 14510      | CC Cingal-Suisse Normande | 2,80             | 66 (2022)                         | 24                 | modifier les données · modifier les données |
| Saint-Germain-le-Vasson        | 14589      | CC Cingal-Suisse Normande | 9,41             | 960 (2022)                        | 102                | modifier les données · modifier les données |
| Saint-Lambert                  | 14602      | CC Cingal-Suisse Normande | 7,45             | 265 (2022)                        | 36                 | modifier les données · modifier les données |
| Saint-Laurent-de-Condel        | 14603      | CC Cingal-Suisse Normande | 12,31            | 510 (2022)                        | 41                 | modifier les données · modifier les données |
| Saint-Omer                     | 14635      | CC Cingal-Suisse Normande | 8,07             | 190 (2022)                        | 24                 | modifier les données · modifier les données |
| Saint-Rémy                     | 14656      | CC Cingal-Suisse Normande | 7,52             | 982 (2022)                        | 131                | modifier les données · modifier les données |
| Saint-Sylvain                  | 14659      | CC Cingal-Suisse Normande | 13,48            | 1 454 (2022)                      | 108                | modifier les données · modifier les données |
| Soignolles                     | 14674      | CC Cingal-Suisse Normande | 5,77             | 116 (2022)                        | 20                 | modifier les données · modifier les données |
| Urville                        | 14719      | CC Cingal-Suisse Normande | 6,02             | 761 (2022)                        | 126                | modifier les données · modifier les données |
| Le Vey                         | 14741      | CC Cingal-Suisse Normande | 3,53             | 130 (2022)                        | 37                 | modifier les données · modifier les données |
| Canton du Hom                  | 1422       |                           | 387,79           | 24 960 (2022)                     | 64                 | modifier les données                        |

## Démographie

### Démographie avant 2015
| 1962  | 1968  | 1975  | 1982  | 1990  | 1999  | 2006  | 2011   | 2012   |
| ----- | ----- | ----- | ----- | ----- | ----- | ----- | ------ | ------ |
| 8 426 | 8 167 | 8 155 | 8 478 | 8 851 | 9 121 | 9 467 | 10 038 | 10 112 |

### Démographie depuis 2015
En 2022, le canton comptait 24 960 habitants, en évolution de +3,72 % par rapport à 2016 (Calvados : +1,58 %, France hors Mayotte : +2,11 %).
| 2013   | 2018   | 2022   |
| ------ | ------ | ------ |
| 23 390 | 24 381 | 24 960 |